# Roaring Billy Falls
Die Roaring Billy Falls sind ein Wasserfall im Mount-Aspiring-Nationalpark auf der Südinsel Neuseelands. Er liegt im Lauf des Bachs The Roaring Billy, der mit dem Wasserfall in den Haast River mündet. Seine Fallhöhe beträgt rund 30 Meter.
Der New Zealand State Highway 6 führt 115 km hinter Wanaka zu einem beschilderten Parkplatz, von dem aus der Roaring Billy Falls Walk in 20 Minuten zu einem Aussichtspunkt auf den Wasserfall leitet.